# Loxosomella phascolosomata
Loxosomella phascolosomata är en bägardjursart som först beskrevs av Vogt 1876.  Loxosomella phascolosomata ingår i släktet Loxosomella och familjen Loxosomatidae. Arten är reproducerande i Sverige. Inga underarter finns listade i Catalogue of Life.